# نهائي كأس الكونكاكاف الذهبية 2023
نهائي كأس الكونكاكاف الذهبية 2023 (بالإنجليزية: 2023 CONCACAF Gold Cup final) هي المباراة كرة قدم الختامية لتحديد المنتخب الفائز في بطولة كأس الكونكاكاف الذهبية 2023. تعتبر هذه المباراة النهائية هي السابعة عشرة للكأس الذهبية، من البطولة التي تتنافس عليها المنتخبات الوطنية للرجال التي تمثل الاتحادات الأعضاء في الكونكاكاف وضيف مدعو لتحديد بطل أمريكا الشمالية وأمريكا الوسطى ومنطقة البحر الكاريبي. أقيمت المباراة على ملعب صوفي في إنجلوود، كاليفورنيا، الولايات المتحدة في 16 يوليو 2023، وتنافس فيها المكسيك وبنما. انتهت المباراة بفوز منتخب المكسيك بنتيجة 1–0 بهدف في الدقائق الأخيرة من المباراة سجله اللاعب البديل سانتياغو خيمينيز، محققة بذلك رقماً قياسياً باللقب التاسع للكأس الذهبية.

## عن الفريقين
المنتخبات المتأهلة الى دور خروج المغلوب وواصلت طريقها إلى نهائي بطولة كأس الذهبية الكونكاكاف 2023
| الفريق  | الظهور في نهائيات كأس الكونكاكاف الذهبية السابقة (الخط الغليظ للأرقام يشير لسنة التتويج باللقب) |
| ------- | ----------------------------------------------------------------------------------------------- |
| المكسيك | 10 (1993، 1996، 1998، 2003، 2007، 2009، 2011، 2015، 2019، 2021)                                 |
| بنما    | 2 (2005، 2013)                                                                                  |

## الطريق إلى النهائي

### منتخب المكسيك
في المجموعة الثانية، كانت أول مباراة للمكسيك ضد هندوراس. وافتتحت المكسيك التسجيل مبكرا بهدف في الدقيقة الأولى سجله لويس رومو. تبع ذلك الهدف الثاني من رومو ومجهودات أخرى من أوربيلين بينيدا ولويس شافيز ليحقق الفوز 4-0. ثم تغلبت المكسيك على فريق هايتي المنظم حيث سجل هنري مارتن في وقت مبكر من الشوط الثاني، وهدف في مرماه من ريكاردو أدي، وسانتياغو جيمينيز مكملاً للتقدم، على الرغم من استقبال هدف دانلي جان جاك. فازت المكسيك بنتيجة 3–1 وأصبحت أول فريق يتأهل إلى مرحلة خروج المغلوب. مع ضمان التقدم، قامت المكسيك بتدوير معظم أعضاء فريقها، حيث أراحت اللاعبين الأساسيين في مباراتها الأخيرة بالمجموعة ضد منتخب قطر الذي كان بحاجة إلى الفوز لتجنب الإقصاء؛ وخسرت المكسيك المباراة 1-0 بفضل هدف حازم شحاتة. على الرغم من ذلك، حافظت المكسيك على مركزها الأول كفائزة بالمجموعة، وذلك بسبب فارق النقاط المتفوق على منتخب قطر وصيف المجموعة.
في الدور ربع النهائي، تغلبت المكسيك على وصيفة المجموعة الثالثة كوستاريكا 2–0، وسجل بينيدا وإيريك سانشيز هدفي الشوط الثاني. ثم واجهت منتخب المكسيك في الدور نصف النهائي منتخب جامايكا. وتمكن المنتخب المكسيكي من هزيمة الدولة الكاريبية بأهداف هنري مارتن ولويس شافيز وروبرتو ألفارادو. وبذلك وصلت المكسيك إلى نهائي كأس الكونكاكاف الذهبية للمرة الثالثة على التوالي للمرة الثانية في تاريخها.

### منتخب بنما
بعد تحقيق منتخب بنما صدارت المجموعة الثالثة بسبعة نقاط دون هزيمة، تغلب منتخب بنما على منتخب قطر بفوز صريح بنتيجة 4-0 في دور ربع النهائي. سجل يويل بارسيناس في الشوط الأول، تلاه ثلاثية إسماعيل دياز في الشوط الثاني في تسع دقائق، مما يجعلها أسرع ثلاثية في تاريخ الكأس الذهبية. جاءت مباراة نصف النهائي بين بنما ضد حامل اللقب والمضيف الولايات المتحدة. بعد التعادل 0-0 بعد الوقت الأصلي، تقدمت بنما في الشوط الأول من الوقت الإضافي عن طريق إيفان أندرسون، لكنها استقبلت هدف التعادل من خيسوس فيريرا في نهاية الفترة الإضافية الأولى. مع بقاء النتيجة عند 1-1، توجه الفريقان إلى ركلات الترجيح. أنقذ حارس مرمى بنما أورلاندو موسكيرا أول ركلة جزاء للولايات المتحدة من فيريرا وأهدرت سادي ركلة جزاء لمنتخب الولايات المتحدة من قيل كريستيان رولدان، بينما أهدر لاعب منتخب بنما كريستيان مارتينيز ضربة جزائية واحدة فقط، واستمر التعادل ضمنت ركلة الجزاء السادسة التي نفذها أدالبيرتو كاراسكيا بنجاح ظهور منتخب بنما للمرة الثالثة في النهائي والأولى منذ آخر ظهور قبل عشر سنوات.
| م | الفريق  | لعب | نقاط |
| - | ------- | --- | ---- |
| 1 | المكسيك | 3   | 6    |
| 2 | قطر     | 3   | 4    |
| 3 | هندوراس | 3   | 4    |
| 4 | هايتي   | 3   | 3    |

| م | الفريق    | لعب | نقاط |
| - | --------- | --- | ---- |
| 1 | بنما      | 3   | 7    |
| 2 | كوستاريكا | 3   | 4    |
| 3 | مارتينيك  | 3   | 3    |
| 4 | السلفادور | 3   | 2    |

## المباراة

### تفاصيل المباراة
| المكسيك                | 1–0   | بنما |
| ---------------------- | ----- | ---- |
| - سانتياغو خيمينيز 88' | تقرير |      |

| المكسيك | بنما |

| GK                  | 13 | غييرمو أوتشوا        |       |       |
| RB                  | 19 | خورخي إدواردو سانشيز |       |       |
| CB                  | 3  | سيزار مونتيس         | 45+3' |       |
| CB                  | 5  | جون فاسكيز           | 11'   |       |
| LB                  | 23 | خيسوس غاياردو        | 55'   |       |
| CM                  | 7  | لويس رومو            |       |       |
| CM                  | 4  | إديسون ألفاريز       | 58'   |       |
| CM                  | 18 | لويس تشافيز          |       | 75'   |
| RF                  | 15 | أوريل أنتونا         |       | 75'   |
| CF                  | 20 | هنري مارتين          |       | 85'   |
| LF                  | 17 | أوربيلين بينيدا      |       | 90+2' |
| البدلاء:            |    |                      |       |       |
| FW                  | 10 | روبرتو ألفارادو      |       | 75'   |
| FW                  | 14 | إريك سانشيز          |       | 75'   |
| FW                  | 11 | سانتياغو خيمينيز     |       | 85'   |
| DF                  | 21 | إسرائيل رييس         |       | 90+2' |
| المدرب:             |    |                      |       |       |
| خايمي لوزانو (مؤقت) |    |                      |       |       |

| GK               | 22               | أورلاندو موسكيرا    | 90+6' |       |
| CB               | 4                | فيدل إسكوبار        |       |       |
| CB               | 3                | هارولد كامينغز      | 21'   | 90+1' |
| CB               | 16               | أندريس أندرادي      |       |       |
| RWB              | 10               | إدغار يويل بارسيناس |       |       |
| LWB              | 15               | ايريك دايفيس        |       | 62'   |
| RM               | 17               | خوسيه فاخاردو       |       |       |
| CM               | 8                | أدالبيرتو كاراسكيا  | 55'   |       |
| CM               | 20               | أنيبال غودوي        | 62'   |       |
| LM               | 11               | إسماعيل دياز        |       |       |
| CF               | 19               | ألبرتو كوينتيرو     |       | 61'   |
| البدلاء:         |                  |                     |       |       |
| FW               | 18               | سيسيليو واترمان     |       | 61'   |
| DF               | 25               | إيفان أندرسون       |       | 62'   |
| FW               | 9                | أزارياس لوندونو     |       | 90+1' |
| المدرب:          |                  |                     |       |       |
| توماس كرستيانسين | توماس كرستيانسين | توماس كرستيانسين    | 26'   |       |

| - رجل المباراة: سانتياغو خيمينيز (المكسيك) - الحكام المساعدون: والتر لوبيز (هندوراس)، كريستيان راميريز (هندوراس) - الحكم المساعد الاحتياطي: كاليب ويلز (ترينيداد وتوباغو) - الحكم الرابع: دانون بارشمنت (جامايكا) - الحكم الفيديو: ريكاردو مونتيرو (حكم) ‏ (كوستاريكا لكرة ) - مساعد حكم الفيديو: سيلفين براون (هندوراس) |

## انظر ايضا
- نهائي كأس الأمم الإفريقية 2023
- نهائي كأس آسيا 2023
- نهائي كوبا أمريكا 2024
- نهائي بطولة أمم أوروبا 2024